# Acantholimon spirizianum
Acantholimon spirizianum är en triftväxtart som beskrevs av Mobayen. Acantholimon spirizianum ingår i släktet Acantholimon och familjen triftväxter. Utöver nominatformen finns också underarten A. s. multiflorum.